# Тусули (заповідне урочище)
Тусули — заповідне урочище в Україні. Розташоване в межах Болехівської міської ради Івано-Франківської області, на південь від села Козаківка, на південь від гори Буковинець (Тусул). 
Площа 590 га. Статус надано згідно з рішенням обласної ради від 28.12.1999 року № 237-11/99. Перебуває у віданні ДП «Болехівський держлісгосп» (Козаківське л-во, кв. 19, 20, 22, 24). 
Статус надано з метою збереження частини лісового масиву в Сколівських Бескидах. Зростають корінні деревостани: смерека, бук звичайний. У рослинному покриві трапляються реліктові, рідкісні та зникаючі види. 